# Milejowice (województwo mazowieckie)
Milejowice – wieś w Polsce położona w województwie mazowieckim, w powiecie radomskim, w gminie Zakrzew. Ma status sołectwa.
W latach 1975–1998 miejscowość administracyjnie należała do województwa radomskiego.
Przez miejscowość przebiega droga wojewódzka nr 740.
Do miejscowości można dojechać autobusem linii nr 6 z Radomia.
Wierni Kościoła rzymskokatolickiego należą do parafii Matki Bożej Różańcowej w Bielisze lub do parafii św. Stanisława w Cerekwi.

## Zabytki
- Dwór z 2. połowy XIX wieku, który stanowi wartościowy przykład dworu ziemiańskiego. Właścicielem majątku była rodzina Strzemboszów. Franciszek Strzembosz – szambelan króla Stanisława Augusta Poniatowskiego, został odznaczony orderem św. Stanisława. Natomiast Napoleon Strzembosz walczył na czele własnego oddziału w Powstaniu Styczniowym w partii Langiewicza. Założenie dworsko-parkowe w Milejowicach odznacza się czytelną kompozycją i strukturą przestrzenną. Główny element założenia – dwór, choć posiada typowy repertuar rozwiązań architektonicznych, stosowanych w budownictwie dworskim w 2. połowie XIX wieku, jest jednym z niewielu obiektów zabytkowych tego typu i przykładem autentycznej architektury ziemiańskiej z tego okresu w regionie radomskim. Posiada również wartości naukowe, jako dokument zastosowanych rozwiązań kompozycyjnych, funkcjonalnych, stylistycznych oraz materiałowych[9].